# Кинеска офталмологија
Кинеска офталмологија (кинески: 中医 眼 科学; пинјин: zhōngyī yǎnkē xué) је специјалност која се развила као једна је од грана традиционалне кинеске медицине (ТКМ). Она болести очију лечи, поред савремених метода научне медицине и кинеским биљем, акупунктуром/моксибусцијом, туинамом, кинеском дијететском терапијом,  различитим шема дисања са разним физичким ставовима и кретањима тела као што су чи кунг и тајђићуен.

## Историја
Натписи на пророчким костима и шкољкама корњача из династија  Шанг  (1115—1234),  садрже индикације за лечење очних болести у Кини.
Дело  Essential Subtleties on the Silver Sea (银海 精微, yínhǎi jīngwēi) имало је велики утицај на кинеску офталмологију од свог настанка до данас. Ово дело које је највероватније написао Сун Симиао  објављено је на крају династије Јуан (1271−1368).
Посебна карактеристика кинеске офталмологије су „пет точкова“ (五 轮, вулун) и „осам граница“ (八 廓, бакуо). Они карактеришу одређене анатомске сегменте очију који одговарају одређеним занг-фу органима. На основу промена на пет точкова и осам граница могу се закључити болести и потребна терапија.
Током историје развио се и читав низ чи кунг вежби дисања за бољу исхрану  (оксигенацију) очију, које спречавају оштећен вид (као што је кратковидност) и препоручују се у случајевима замора очију (такозвани „чи кунг ока“). Ове вежбе се и данас редовно примењују  у кинеским школама.
У ТЦМ-у, чи кунг ока и туина сматрају се важним додатним терапијама за консолидацију резултата лечења након акупунктуре.
У периоду од  17. до 19. века, у Кину долазе многи лекари мисионарси,  као што су били  Teun Terrenz (1576-1630) и Петер Паркер (1804-1880), које у Кини по први пут уводе западну офталмологију и оснивају прве очне клинике. Монографије и књиге објављене током та ера приказале су и описале многе офталмолошке хируршке инструменте који су били заправо прототипови оних који су данас у употреби.
Двадесетих година 20. века у Пекиншкој  медицинском школи основао је модерно одељење за офталмологију.  Први шеф тог одељења био је Harvey Howard водећих светских офталмолога те ере. У овој болници радили као и  на Медицинској школи у Пекинг радили су и проф.  Ernst Fuchs и Ludwig von Sallmann из Беча, и амерички офталмолог  др Peter C Kronfeld
Прва болница за очне и ушине болести основана је на кинсеком универитету 1928. године од стране неколико  младих Кинеза офталмолога који су студирали у иностранству, и са собом донели  иновације тог времена
Међутим, офталмологија у Кини је наставила да пати од недостатка особља и опреме  До 1950-их још увек је било у целој Кини само 100 офталмолога, са седиштем у већим градовима, који су радили са јако једноставном опремом.
Период највећег фразвоја и модернизације фталмологије у Кини догодио се почев од касних 1970-их када је кинеска влада усвојила реформисану и отворену политику у медицини, и здравству. Резултат тога био је двоструко повећање броја офталмолога широм Кине, што је резултовало повећање броја офталмолошких одељења и других центара за негу очију.

## Савремена кинеска офталмологија
У савременој кинеској офталмологији у Кини, као и у западним земљама света,  примењују се све више дијагностичке методе западне медицине (попут прорезне лампе), које се и даље  комбинују се са дијагностичким методама традииционалне кинеске медицине (попут пулсне дијагнозе и дијагнозе језика). 
Према националном истраживању офталмолошких ресурса за 2003. годину утврђено је да је у Кини те године радило 23.000 офталмолога, у преко 2.700 офталмолошких центара широм земље. Тако да је у Кини  2003. године пописано: 
- 1.410 одељења за офталмологију на националном, универзитету, и у покрајинским и префектурним болницама,
- 1.995  у среским болницама  и
- 174 у варошима болнице.
- 121 специјализованих очних болница
- 11 завода за превенцију очна болест
- велики број приватних болница

Паралелно са оснивањем очних болница посебна пажња поклања се и школовању офталмолога у Кини. Захтева се осам година медицинске обуке у једној од 123 медицинске школе у земљи, укључујући и боравак у њима од три до пет година. То је такође неопходно за полагање националног испита премасмерницама утврђеним од  стране кинеског офталмолошко друштва (КОД).

### Спој  савременог и традиционалног
Кинеско офталмолошко друштво (КОД)у потпуности препознаје да су достигнућа у офталмологији Кине не би догодила без подршке шире међународне офталмолошке заједнице. У ту сврху КОД улаже велике напоре и радо сарађуј са офталмолозима широм света.
Али такође КОД препознаје  да ће комбиновани приступ научне и традиционалме кинске медицине бити од користи за развој офталмологије у Кини. У том смислу савремена кинеска офталмологија и даље наводи значај коришчења образаца настанка болести заснованих на теоријама кинеске традиционалне медицине. Па тако између осталог кинеска офталмологија и даље користе користи:
- Акупунктурне тачке БЛ-1 (jingming 睛明,  „Светле очи“) и СТ-1 (chengqi 承泣, „Контејнер суза“) који наводно имају посебан значај у терапији очних  болести.
- Кинеске хербалне лекове попут нпр. цвета хризантеме  (лат: Chrysanthemi flos  кинески: 菊花,  júhuā) која има посебан однос према очима.[7]